# 데저레트 뉴스

데저레트 뉴스(Deseret News)는 미국 유타주 솔트레이크시티에서 발행되는, 유타 주에서 가장 역사가 길고 지금도 이어지고 있는 일간 신문이다.
예수 그리스도 후기성도 교회에서 소유하고 있으며, 2021년 주간 신문으로 전환하는 대신 일간 신문 웹사이트를 개설하는 형태로 전환되었다.